# Millersville (Pensilvania)
Millersville es un borough ubicado en el condado de Lancaster en el estado estadounidense de Pensilvania. En el año 2000 tenía una población de 7,774 habitantes y una densidad poblacional de 1,472 personas por km².

## Geografía
Millersville se encuentra ubicado en las coordenadas 40°0′22″N 76°21′5″O / 40.00611, -76.35139.

## Demografía
Según la Oficina del Censo en 2000 los ingresos medios por hogar en la localidad eran de $38,425 y los ingresos medios por familia eran $53,110. Los hombres tenían unos ingresos medios de $36,327 frente a los $25,636 para las mujeres. La renta per cápita para la localidad era de $15,773. Alrededor del 7.3% de la población estaba por debajo del umbral de pobreza.